# Хосе Марія Кастро Мадріс
Хосе Марія Кастро Мадріс (ісп. José María Castro Madriz; 1 вересня 1818 — 4 квітня 1892) — державний і політичний діяч, перший президент Коста-Рики.

## Біографія
Здобув юридичну освіту. 1864 року в Колумбії вступив до масонської ложі та став одним із засновників першої масонської ложі Коста-Рики.
Обіймав міністерську посаду в першій адміністрації Хосе Марії Альфаро Самори та був головним ініціатором відкриття 1843 року Університету Святого Томи, в якому 1844 року став професором юриспруденції. Згодом Кастро був також його ректором (1860—1866, 1872—1875 і 1877—1883) та членом Управління з досліджень.
В адміністрації Франсіско Морасана Кастро обіймав посаду військового міністра (1842), міністра внутрішніх справ і міністра закордонних справ (квітень-липень 1844) у кабінеті Хосе Марії Альфаро, міністра внутрішніх справ і міністра закордонних справ (1846—1847), а також віцепрезидента (1847) під час другої каденції Альфаро.

### Перше президентство
За результатами виборів, що відбулись у квітні 1847 року, Кастро обрали «президентом держави Коста-Рика» на період 1847—1853 років. За кілька місяців Конгрес надав йому звання генерала. У серпні 1848 року найменування посади Кастро було змінено на «Президент Коста-Рики».
31 серпня 1848 року Кастро проголосив Коста-Рику суверенною країною, незалежною від будь-якої іншої держави, й остаточно назвав її Республікою Коста-Рика.
28 вересня 1848 року було затверджено прапор і герб Республіки, 15 вересня було проголошено святковою датою в ознаменування незалежності нової нації.
Під час першого президентства Кастро було встановлено дипломатичні відносини, підписано договори з кількома європейськими країнами, а уряду Великої Британії запропонували можливість установлення протекторату над Коста-Рикою. Розвивалась державна освіта. До Конституції 1847 року було внесено важливі поправки, в результаті чого сформувалась так звана «реформована конституція 1848 року», що закріпила повноваження президента. Однак країні довелось постати перед економічними проблемами, що стали наслідком падіння світових цін на каву та значних політичних потрясінь. Все це вилилось у численні спроби повалення уряду.
15 листопада 1849 року, поставши перед загрозою військового перевороту на чолі з генералом Хосе Мануелем Кіросом-і-Бланко, Кастро передав владу Мігелю Морі Поррасу й наступного дня оголосив про відставку. Конгрес її прийняв, надавши Кастро почесний титул «Засновника республіки».
Відійшовши від справ, Кастро залишився у Сан-Хосе та зайнявся управлінням своєю власністю. Це спричинило підозри з боку президента Мори, через що той вжив заходів до обмеження статусу колишнього президента. Кастро тим часом відвідав Францію, де 8 жовтня 1850 року був нагороджений орденом Почесного легіону. В січні 1852 року, без суду, колишньому президенту наказали виїхати з Сан-Хосе до Пунтаренаса, а 6 лютого його позбавили громадянства, через що Кастро був змушений оселитись у Гватемалі. Пізніше йому дозволили повернутись до Коста-Рики, проте 1856 року знову вигнали з країни, після чого Кастро знов оселився у Гватемалі. За кілька місяців він зміг повернутись на батьківщину та присвятити себе землеробству, не беручи участі в політичному житті.
Після падіння уряду Мори Хосе Марія Кастро від 14 до 17 серпня 1859 року тимчасово обіймав посаду міністра закордонних справ у тимчасовій адміністрації Хосе Марії Монтеалегре, після чого був обраний головою Установчих зборів, що почали свою роботу 16 жовтня та розробили нову Конституцію. Серед іншого Кастро запропонував скасувати смертну кару, а також заборонити генералам бути президентами Республіки (такі ініціативи ухвалено не було).
Відповідно до Конституції 1859 року Верховний суд Коста-Рики складався з регента, п'яти магістратів і прокурора, яких обирав Конгрес на чотирирічний термін. 24 квітня 1860 року Конгрес призначив членів суду на період 1860—1864 років, а Кастро став регентом. Після завершення повноважень Кастро переобрали на ту ж посаду на другий термін.
1865 року, будучи на посаді регента суду, Кастро відвідав Боготу як посол Коста-Рики та підписав з урядом Колумбії договір Кастро-Валенсуели, що стосувався кордонів між Коста-Рикою та Колумбією.

### Друге президентство
8 травня 1866 року Кастро достроково залишив посаду регента суду через своє обрання на пост президента Республіки, а Конгрес призначив на його місце магістрата Мануеля Альварадо.
За своєї другої каденції Кастро розвивав суспільну освіту, ухвалив рішення відкрити Лимонську затоку для зовнішньої торгівлі, уклав договір про створення першої телеграфної лінії між Картаго і Пунтаренасом, а також наказав збудувати Президентський палац.
1 листопада 1868 року Кастро повалили в результаті військового перевороту, що привів до влади Хесуса Хіменеса Самору.
Законом від 18 жовтня 1870 року президент Томас Ґвардія Ґутьєррес ухвалив рішення про те, що Верховний суд Коста-Рики має складатись з регента, семи магістратів і прокурора, яких вільно призначає та звільняє уряд. Того ж дня Кастро втретє став регентом Верховного суду.
Конституція 1871 року змінила структуру суду: відтоді він складався з голови, семи магістратів і прокурора, яких обирав Конгрес терміном на чотири роки. 7 травня 1872 Конгрес призначив магістратів на період 1872—1876 років та обрав Кастро головою Верховного суду.

### Подальше життя
Кастро був ідеологічним лідером кількох поколінь та одним із символів опозиції уряду Томаса Ґвардії, який все більш активно вдавався до авторитарних і репресивних заходів. Послідовно стикаючись із кризами, президент Ґвардія кілька разів пропонував Кастро ввійти до складу своєї адміністрації, але той відмовлявся. З цієї та інших причин президент віддав розпорядження про арешт Кастро, після чого того ув'язнили у підземеллях артилерійських казарм, де з його принижували та піддавали тортурам. За часів диктаторського уряду Вісенте Еррери Селедона (1876—1877) Кастро погодився увійти до складу уряду, втым за умови ухвалення так званого Закону про гарантії: скасування смертної кари й тортур, формування Державної ради з повноваженнями, близькими до законодавчих, скликання Конституційних зборів та інших заходів, спрямованих на покращення політичної ситуації в країні, зниження авторитаризму, гарантії основних прав громадян. Еррера погодився ухвалити закон, і Кастро став міністром закордонних справ (1877—1882). У той період спостерігався помітний прогрес у покращенні середньої освіти та збільшенні числа жінок, які відвідували початкову школу.
Наступник Ґвардії, генерал Просперо Фернандес Ореамуно, затвердив свого тестя Кастро на тих же посадах, на них він перебував до середини наступного року, після чого вийшов у відставку. Невдовзі, того ж року Кастро повернувся до уряду в статусі секретаря з міжнародних відносин. Просперо Фернандес помер у березні 1885 року, а за місяць померла й дочка Кастро Пасифіка Фернандес Ореамуно. За кілька місяців, за врядування Бернардо Сото Альфаро, Кастро вийшов у відставку. Відтоді він присвятив себе інтенсивній дипломатичній діяльності як повноважний посол Коста-Рики в кількох європейських державах і державах Центральної Америки, ставши ключовою постаттю в послабленні напруженості серед країн того регіону. До своєї смерті він продовжував активно займатись політикою, культурою та дипломатією.